# Hydropsyche hobbyi
Hydropsyche hobbyi är en nattsländeart som beskrevs av Martin E. Mosely 1951. Hydropsyche hobbyi ingår i släktet Hydropsyche och familjen ryssjenattsländor. Inga underarter finns listade i Catalogue of Life.